# J. B. 부카우스카스

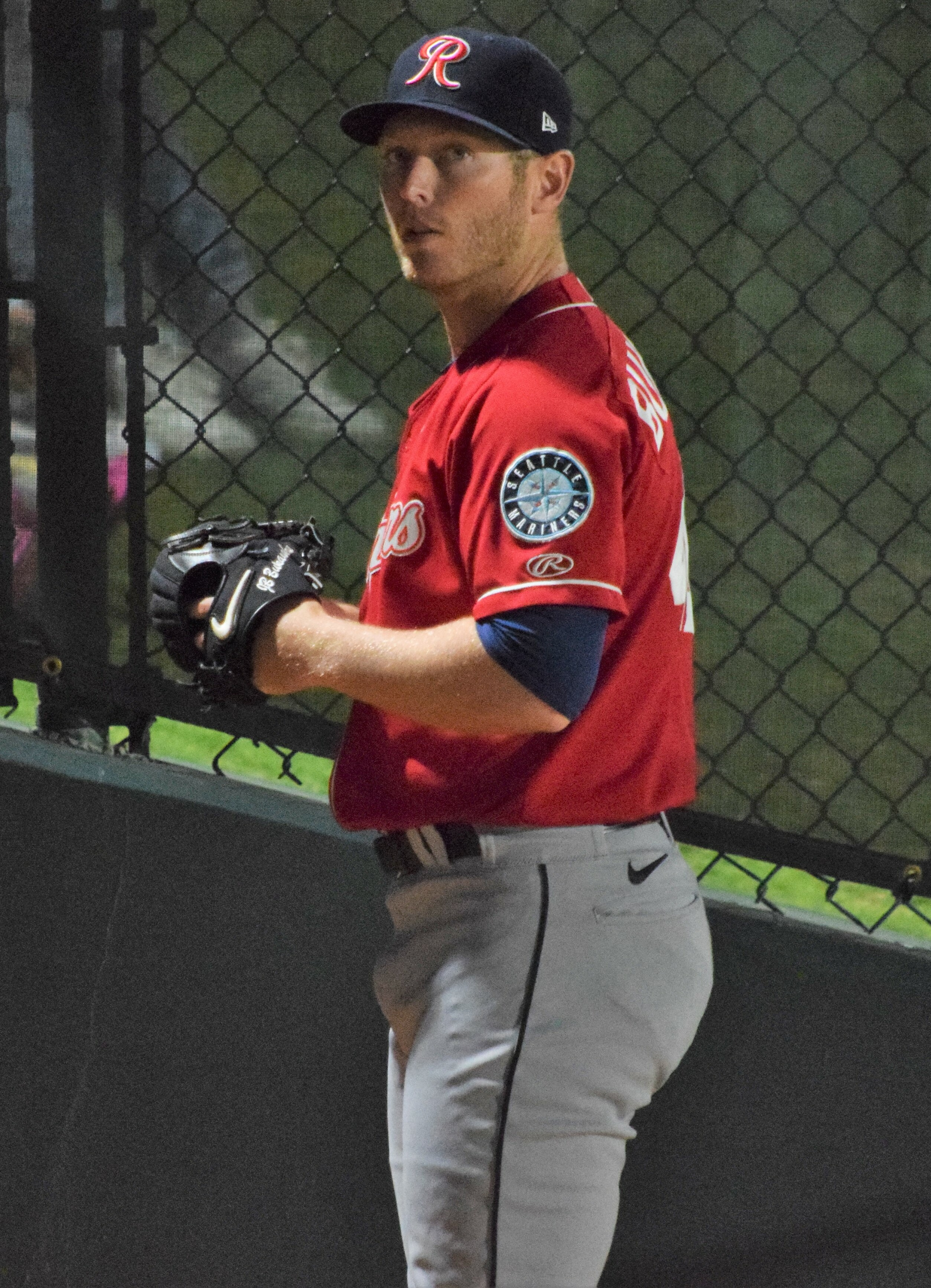
2023년 모습

J. B. 부카우스카스(J. B. Bukauskas, 본명: 제이콥 앨런 "J. B." 부카우스카스, Jacob Allen "J. B." Bukauskas, 1996년 10월 11일 ~ )는 메이저 리그 베이스볼(MLB) 밀워키 브루어스의 미국 프로 야구 투수이다. 이전에 MLB에서 애리조나 다이아몬드백스와 시애틀 매리너스에서 뛰었다. 부카우스카스는 노스캐롤라이나 대학교 채플힐의 노스캐롤라이나 타 힐스(North Carolina Tar Heels)에서 대학 야구를 했다.

## 아마추어 경력
부카우스카스는 버지니아주 애슈번 (버지니아주)에 있는 스톤 브리지 고등학교에 다녔다. 신입생으로서 그는 스톤 브리지가 정규 시즌과 지역 타이틀을 모두 획득하도록 도왔다. 2012년 7월 7일, 부카우스카스는 자신의 "꿈의 학교"라고 생각했던 노스캐롤라이나 대학교에 입학했다. 2학년 때 그는 1군 올메트(All-Me)t에 선정되었다. 부카우스카스는 1년 일찍 졸업하고 노스캐롤라이나에 입학하기 위해 2학년 이후 여름에 재분류되었다. 그는 7-0의 기록을 세우고, 88명의 타자를 삼진으로 잡아내고, 시즌 동안 자책점을 허용하지 않은 후 2014년 올해의 올메트 야구 선수로 선정되었다. 부카우스카스는 21-3의 기록, 264개의 삼진, 0.88의 방어율로 고등학교 생활을 마쳤다.
일부 사람들은 2014년 메이저 리그 베이스볼(MLB) 드래프트의 첫 두 라운드 내에 드래프트될 것으로 예상했음에도 불구하고 부카우스카스는 모든 MLB 팀에 자신을 드래프트하지 말라고 요청했다. 그는 애리조나 다이아몬드백스에 의해 20라운드에 선발되었지만 클럽과 계약을 맺지 않아 노스캐롤라이나에 대한 그의 헌신을 재확인했다.
신입생 때 부카우스카스는 14 경기를 시작하면서 타 힐스를 이끌었고 주말 로테이션의 일부였다. 2016년에는 케이프 코드 야구 리그(Cape Cod Baseball League)의 채텀 앵글러스(Chatham Anglers)와 함께 대학 여름 야구를 했다. 주니어 시절 정규 시즌 동안 9승 0패, 평균 방어율 2.02를 기록한 그는 베이스볼 아메리카와 대학야구(Collegiate Baseball)에서 ACC 올해의 투수이자 1군 올 아메리칸으로 선정되었다.

## 프로 경력

### 휴스턴 애스트로스
휴스턴 애스트로스는 2017년 MLB 드래프트에서 전체 15순위로 부카우스카스를 선택했다. 2017년 7월 7일 아스트로스와 계약했다. 걸프 코스트 리그 애스트로스(Gulf Coast League Astros)에 배정되었고, 무득점 1실점 후에 트라이시티 밸리캣츠(Tri-City ValleyCats)로 승격되어 시즌을 마쳤으며 6이닝 피칭 동안 방어율 4.50을 기록했다.
2018년 부카우스카스는 쿼드 시티스 리버 밴디츠, 뷰에스 크릭 애스트로스, 코퍼스 크리스티 후크스의 투구와 함께 GCL 및 밸리캣츠에서 투구로 돌아와 5개 팀 가운데 14번의 선발 등판에서 방어율 2.14로 합산 4-2 기록을 세웠다. 부상으로 인해 한 해 동안 시간을 놓쳤다. 2019 시즌을 시작하기 위해 코퍼스 크리스티로 돌아왔다.